# Euphyllodromia tupi
Euphyllodromia tupi es una especie de cucaracha del género Euphyllodromia, familia Ectobiidae.

## Distribución
Esta especie se encuentra en Colombia y Brasil.